# لویولا ۳۵۸۹
سیارک ۳۵۸۹ (به انگلیسی: 3589 Loyola، نامگذاری:1984AB1) سه هزار و پانصد و هشتاد و نهمین سیارک کشف شده‌است که در ۸ ژانویه ۱۹۸۴ کشف شد.
قدر مطلق سیارک برابر ۱۳٫۷۰ است.